# چوئی یونگ سول
چوئی یونگ سول (کره‌ای: 최용술; ۹ نوامبر، ۱۹۰۴ – ۱۵ جون، ۱۹۸۶) مؤسس رشته رزمی هاپکیدو است. چان چونگ بوک دوی امروزی، در کره جنوبی به دنیا آمد. وقتی کره تحت اشغال ژاپن بود در سن ۸ سالگی به ژاپن رفت. او در ژاپن نزد ساکاکو تاکدا یکی از سبک‌های جوجیتسو به نام دا یتوریو آیکی جوجیتسو (大東流合気柔術) را آموزش دیده‌است.